# Nøtterøy (commune)
Nøtterøy est une ancienne kommune de Norvège. Elle était située dans le comté de Vestfold et a fusionné en 2018 avec Tjøme pour former la commune de Færder.

## Description
Jusqu'au 31 décembre 2017, Nøtterøy était sa propre municipalité et comptait trois villes : Årøysund, Glomstein et Kjøpmannskjær avec respectivement 1624, 788 et 421 habitants (2017).

## Personnalité
- Leonard Kristensen (1857-1911), navigateur et explorateur, y est né.